# Michael B. Coleman
Michael B. Coleman (Indianápolis, 18 de noviembre de 1954) es un político estadounidense del Partido Demócrata de los Estados Unidos, y actual alcalde de Columbus, Ohio. Es el primer afroamericano en alcanzar tal cargo en la capital de Ohio.
A temprana edad sus padres se mudan hacia Toledo (Ohio), donde Coleman pasó su infancia. Es graduado de Bachelor of Arts en Ciencia Política de la Universidad de Cincinnati y Juris Doctor de la Universidad de Dayton.
Coleman fue uno de los miembros del Consejo de la ciudad de Columbus desde 1992–1999, y sirvió como presidente de dicha organización desde 1997-1999. En 1998, fue el compañero de carrera del candidato a gobernador Lee Fisher, mientras que en 1999, postula y gana la alcaldía de Columbus, siendo reelegido el 4 de noviembre de 2003 para un segundo mandato, en 2007 para un tercero y en 2011 para un cuarto.